# Isoperla vevcianensis
Isoperla vevcianensis is een steenvlieg uit de familie Perlodidae. De wetenschappelijke naam van de soort is voor het eerst geldig gepubliceerd in 1980 door Ikonomov.